# Jorge Arreaza
Jorge Alberto Arreaza Monserrat (Caracas, 6 juni 1973) is een Venezolaans politicus voor de PSUV. Van 2013 tot 2016 was hij vicepresident van Venezuela onder president Nicolás Maduro. Daarvoor was hij sinds 2011 minister van Wetenschap en Technologie in het kabinet van president Hugo Chávez, die in 2013 overleed. Hij is sinds 2007 getrouwd met Rosa Virginia, de oudste dochter van Hugo Chávez. Tijdens het ziekbed van Chávez diende Arreaza als officieuze woordvoerder van de familie Chávez.

## Vroege leven
Jorge Arreaza werd geboren in de Venezolaanse hoofdstad Caracas. Hij behaalde een bachelor in internationale politieke wetenschap aan de universiteit van Venezuela. Vervolgens kreeg hij in de jaren 1990 een studiebeurs waarmee hij een master Europese politieke wetenschap kon volgen aan de Universiteit van Cambridge. Hierna werkte hij als docent aan de centrale universiteit van Venezuela en als journalist. Hij was verder presentator van enkele tv-shows, waaronder Diálogo abierto.

## Carrière
In november 2005 werd hij president van het Gran Mariscal de Ayacucho-fonds. In 2007 trouwde hij met Rosa Virginia Chávez Colmenares, een dochter van toenmalig president Hugo Chávez. In 2010 werd hij lid van diens kabinet. Eerst als onderminister van Wetenschap en Technologie en vanaf 2011 als minister van Wetenschap en Technologie. Na het overlijden van Chávez in 2013 werd hij door diens opvolger, Nicolás Maduro, benoemd tot vicepresident. Op 6 januari 2016 werd hij als zodanig vervangen door Aristobulo Isturiz. Bij een kabinetswissel op 4 januari 2017 kreeg Arreaza de portefeuille van Hoger Onderwijs. Momenteel is hij minister van Buitenlandse Zaken.